# Aangiftebiljet

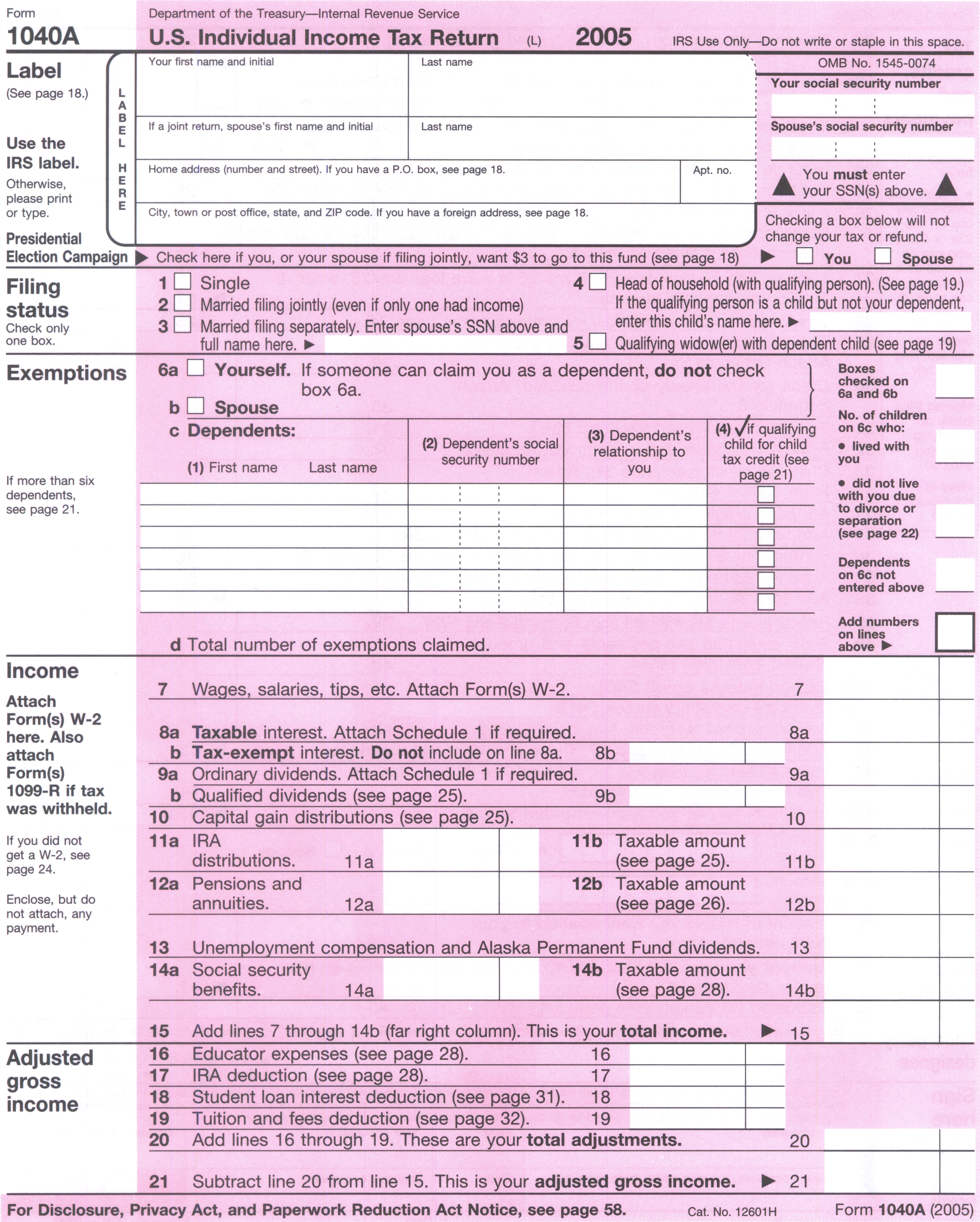
Eerste pagina van een Amerikaans aangiftebiljet voor inkomens onder $100.000

Een aangiftebiljet is een papieren formulier voor belastingaangifte. Het gebruik komt steeds minder voor door de toename van elektronische aangifte.
Er zijn vaak verschillende formulieren beschikbaar, afhankelijk van onder andere het soort belastingplichtige, de belastingsoort en het belastbaar inkomen.
Het formulier voor de belastingaangifte wordt door de belastingdienst aan de belastingplichtige verstrekt.

## Situatie in Nederland
De Nederlandse belastingdienst verstrekt niet automatisch een papieren biljet als eerder elektronisch aangifte is gedaan; men krijgt wel een papieren bericht dat men aangifte moet doen.
De Belastingdienst heeft getracht het doen van aangifte gemakkelijker te maken door de vormgeving van het formulier. De meeste formulieren zijn vormgegeven als een processchema. Door diverse keuzes te maken worden automatisch de voor de betreffende situatie van toepassing zijnde velden van het formulier aangewezen. Het formulier wordt ook door de speelse vormgeving ook wel het ganzenbord genoemd.

### Overzicht
De papieren aangiftebiljetten worden aangeduid met (hoofd)letters. De aangiften inkomsten- en de tot en met 2000 bestaande vermogensbelasting hadden/hebben elk jaar een andere kleur, om ze in een dossier snel te kunnen sorteren. Er waren en zijn de volgende biljetten:
- B-biljet Voor de aangifte ten behoeve van de vermogensbelasting
- C-biljet Voor de aangifte van buitenlanders die in Nederland geld verdienen. (volledig)
- D-biljet Voor de aangifte van buitenlanders die in Nederland geld verdienen. (eenvoudig)
- E-biljet Een verkorte aangifte voor particulieren. Niet alle rubrieken die voor de belasting van belang zijn, komen hierin voor.
- F-biljet Voor de erven in het geval dat een belastingplichtige in de loop van het belastingjaar is overleden.
- M-biljet Voor de aangifte van mensen die emigreren of in Nederland aankomen.
- O-biljet Voor de aangifte van ondernemers die winst uit hun bedrijf moeten aangeven.
- P-biljet Voor de aangifte van inkomsten en aftrekposten die niet op het E-biljet voorkomen.
- Q-biljet Op de computer samengestelde en geprinte biljetten.
- U-biljet Voor de aangifte van ondernemers die ook voor de vermogensbelasting aangifte moeten doen.
- VA-biljet Een voorlopige aangifte voor het geval dat niet nog niet alle gegevens bekend zijn om een complete aangifte te doen.
- VB-biljet Voor de aangifte ten behoeve van de vermogensbelasting als aanvankelijk alleen maar aangifte inkomstenbelasting was gedaan, terwijl er bij nader inzien toch zo veel vermogen was dat ook daarvoor aangifte moest worden gedaan.
- VPB-biljet Voor de aangifte Vennootschapsbelasting voor buitenlandse belastingplichtigen.

Sinds 2017 kan voor schenkingen en overlijdens die plaatsvinden na 31 december 2016 alleen nog aangifte schenkbelasting en aangifte erfbelasting worden gedaan met de daarvoor speciaal ontwikkelde digitale of papieren formulieren. 